# Jeremi Gerber
Jeremi Gerber (* 1. März 2000 in Langnau im Emmental) ist ein Schweizer Eishockeyspieler, der seit Juli 2024 bei Fribourg-Gottéron aus der Schweizer National League unter Vertrag steht und dort auf der Position des rechten Flügelstürmers spielt.

## Karriere
Gerber begann seine Eishockeykarriere im Nachwuchs des SC Bern. Dort durchlief er alle Altersstufen, ehe er in der Saison 2018/19 zu seinen ersten Einsätzen für die erste Mannschaft in der National League kam. Zusätzlich bestritt er Partien für den EHC Visp in der Swiss League. Zur Saison 2022/23 wechselte er mit einem Zweijahresvertrag zum HC Lugano. Danach schloss er sich Fribourg-Gottéron an, ebenfalls per Zweijahresvertrag.

### International
Gerber bestritt Partien für verschiedene Nachwuchsauswahlen der Schweizer Nationalmannschaft. 2019 und 2020 nahm er an den Weltmeisterschaften der U20-Junioren teil.

## Erfolge und Auszeichnungen
- 2015 Schweizer U17-Juniorenmeister mit dem SC Bern
- 2021 Schweizer Cupsieger mit dem SC Bern
- 2024 Spengler-Cup-Gewinn mit Fribourg-Gottéron

## Karrierestatistik
Stand: Ende der Saison 2024/25

### International
Vertrat die Schweiz bei:
- Ivan Hlinka Memorial Tournament 2017
- U20-Junioren-Weltmeisterschaft 2019
- U20-Junioren-Weltmeisterschaft 2020

(Legende zur Spielerstatistik: Sp oder GP = absolvierte Spiele; T oder G = erzielte Tore; V oder A = erzielte Assists; Pkt oder Pts = erzielte Scorerpunkte; SM oder PIM = erhaltene Strafminuten; +/− = Plus/Minus-Bilanz; PP = erzielte Überzahltore; SH = erzielte Unterzahltore; GW = erzielte Siegtore; 1 Play-downs/Relegation; Kursiv: Statistik nicht vollständig)